# Champagne caprice
Champagne caprice è un film muto italiano del 1919 diretto da Achille Consalvi.